# Bellpuig
|  | Per a altres significats, vegeu «Bellpuig (desambiguació)». |

Bellpuig és un municipi de Catalunya situat a la comarca de l'Urgell. Inclou l'entitat municipal descentralitzada de Seana.
| Entitat de població | Habitants (2023) |
| Bellpuig            | 4.998            |
| Seana               | 142              |
| Font: Idescat       |                  |

## Història
El document fundacional de Bellpuig data del 1139. Primerament va pertànyer a la família Anglesola i incloïa els termes de Sant Martí de Riucorb, Vilanova de Bellpuig, Golmés i Castellnou de Seana. Més endavant cap al 1386 va passar al llinatge dels Cardona-Anglesola. Ramon Folch de Cardona-Anglesola va deixar una gran empremta a la vila amb la construcció del Monestir de Sant Bartomeu.
A finals del s.XIX Bellpuig va tenir un gran creixement urbanístic en què es van enderrocar les muralles per facilitar l'expansió amb l'arribada del ferrocarril (1860) i la construcció del canal d'Urgell (1863).

## Geografia
- Llista de topònims de Bellpuig (Orografia: muntanyes, serres, collades, indrets..; hidrografia: rius, fonts...; edificis: cases, masies, esglésies, etc).

## Llocs d'Interès

### Església Parroquial de Bellpuig

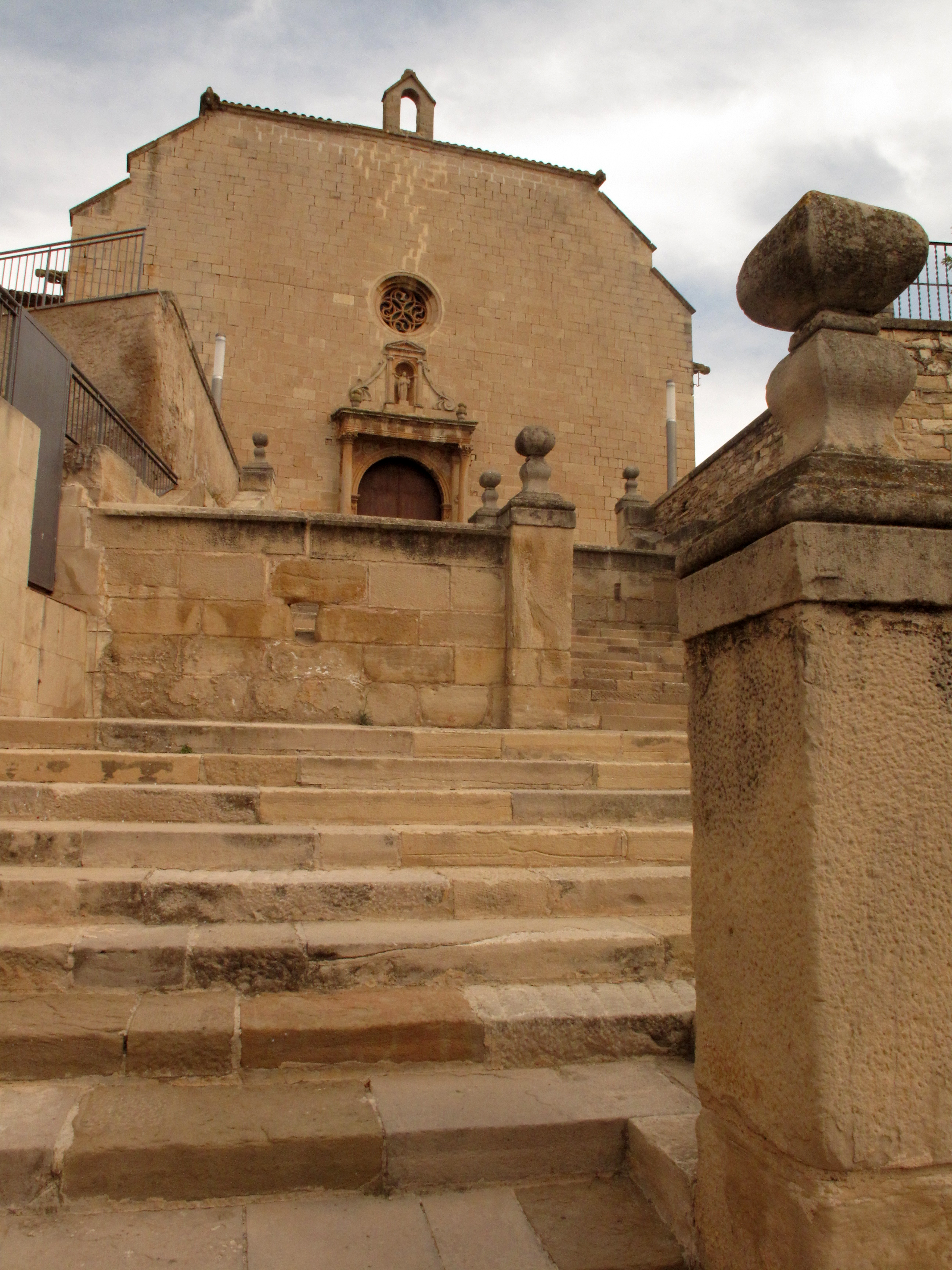
Església Parroquial de Bellpuig

L'església de Sant Nicolau de Bellpuig és una església d'estil gòtic tardà de la transició al Renaixement segle xvi formada per tres edificis de planta rectangular: el temple, la capella del Sant Crist de Bormio i la capella dels Dolors.
El temple està dedicat a Sant Nicolau. És un edifici d'una nau amb capelles laterals. És d'arquitectura gòtica amb voltes de creueria i amb un campanar de torre. S'accedeix al temple mitjançant una escalinata construïda el 1792 d'estil barroc. Al lateral esquerre hi trobem el Sepulcre de Ramon Folc de Cardona-Anglesola. Tot i que inicialment es trobava al convent de Sant Bartomeu, es va traslladar a l'església parroquial el 1841 després de la desamortització. L'obra és de l'arquitecte italià Giovanni Merliano da Nola i va ser esculpida en marbre de carrara el 1525. Durant la guerra civil va patir greus desperfectes i va ser saquejat tot i que actualment ha estat restaurat i es troba en perfectes condicions.
La capella del Sant Crist de Bormio es tracta d'una capella de volta clàssica. A la capella hi podem trobar la imatge del Sant Crist de Bormio tallada en fusta per l'artista bellpuigenc Jaume Perelló que data del 1953, ja que la imatge original que feu portar l'esposa del Duc de Feria va ser destruïda durant la Guerra Civil espanyola.
La capella de la Verge dels Dolors va ser construïda l'any 1787 amb les donacions dels devots de la vila. També va patir les conseqüències de la Guerra Civil i es va haver de reconstruir. La capella presenta les parets laterals pintades amb els 7 dolors de la Verge obra de Josep Minguell i a la frontal el cambril de la Verge.

### El Castell
El castell de Bellpuig es va construir el 1079 quan va ser fundada la vila de Bellpuig. Es va construir en els terrenys que el comte de Barcelona va donar a Gombau Berenguer. Tot i que inicialment només es va construir una torre de guaita semblant al Pilar d'Almenara va seguir creixent fins al segle xviii. Durant el transcurs del temps ha patit greus degradacions, especialment amb l'ocupació militar a la Guerra del Francés. Posteriorment, fou abandonat. Finalment en la reforma que es va produir en acabar de la Guerra Civil espanyola es van construir unes escoles públiques "Sant Tomàs" el 1951. Malgrat els grans sotracs que ha patit el castell se'n conserven visibles el perímetre de pedra on es poden observar les presons. Actualment alberga l'Escola Municipal de Música de Bellpuig a la part superior i una sala polivalent a la part inferior.

### Convent de Sant Bartomeu

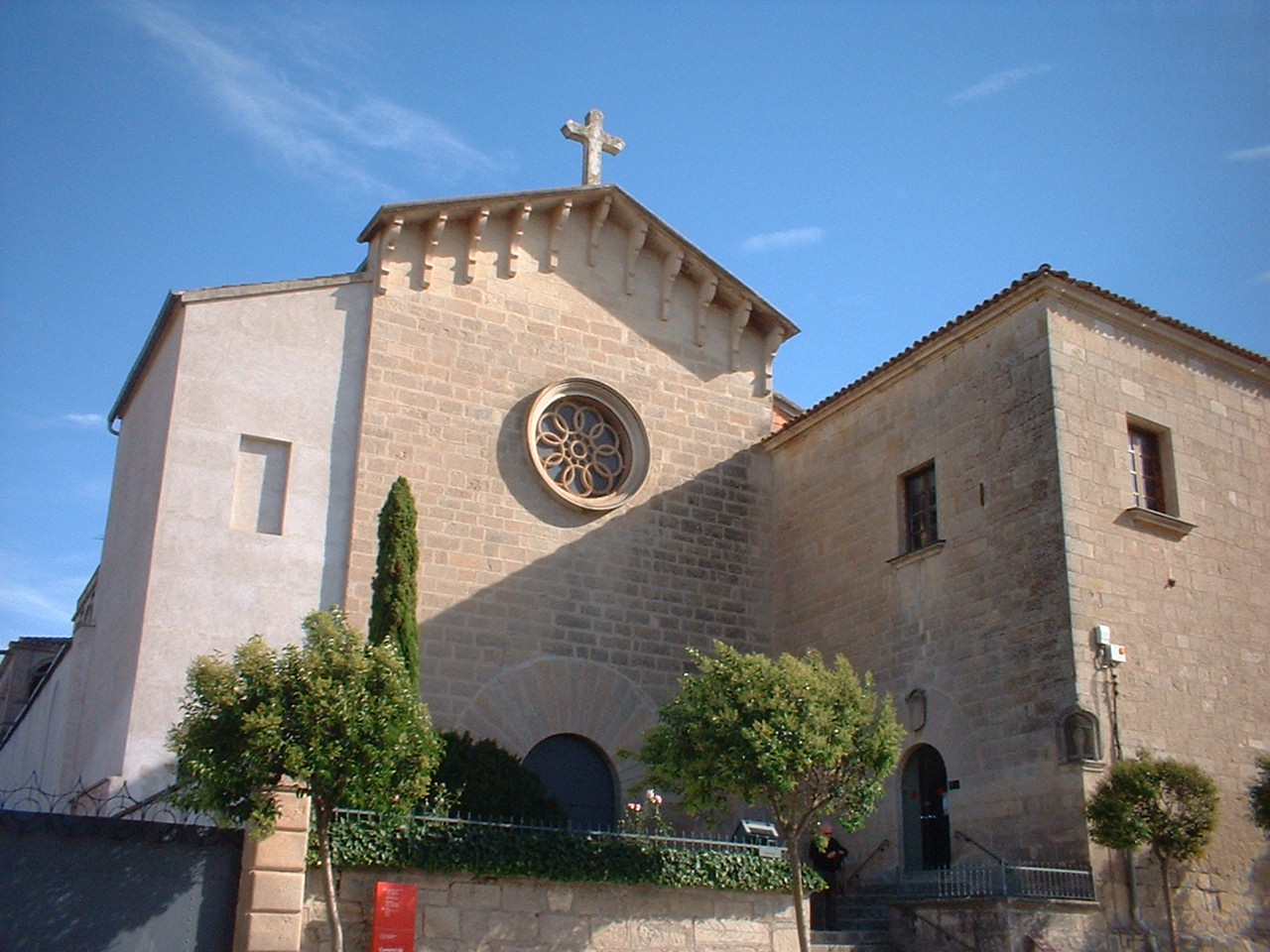
Església del Convent de Sant Bartomeu de Bellpuig

El convent va ser construït en el mateix lloc on prèviament es té constància (1326) d'una ermita dedicada a Sant Bartomeu i vetllada per frares. Es va construir a voluntat de Ramon Folc de Cardona-Anglesola per tenir un lloc per ser enterrat. El 1808 va ser cremat pels francesos i posteriorment va caure en l'abandonament. El 1897 van reformar i rehabilitar-lo els pares Paüls que van construir-hi una nova església. Durant la Guerra Civil espanyola va servir d'hospital militar i el 1989 va ser propietat de la Generalitat de Catalunya. Inicialment el convent contenia el Sepulcre de Ramon Folc de Cardona-Anglesola per desig seu però va ser traslladat el 1835 a l'església de Sant Nicolau. El convent es coneix per la seva bellesa arquitectònica de formes gòtiques (segle xvi) i també les famoses galeries amb columnes tornejades en hèlix (obra de Joan Llopis entre el 1533 i el 1535), la sala capitular, els claustres (obra classicista datada del 1614), el refetor... entre molts d'altres. També cal destacar que actualment conté una col·lecció de ceràmica procedent de la nau central de l'església de Sant Nicolau durant les obres que s'hi van realitzar (1998-1999).

## Cultura popular

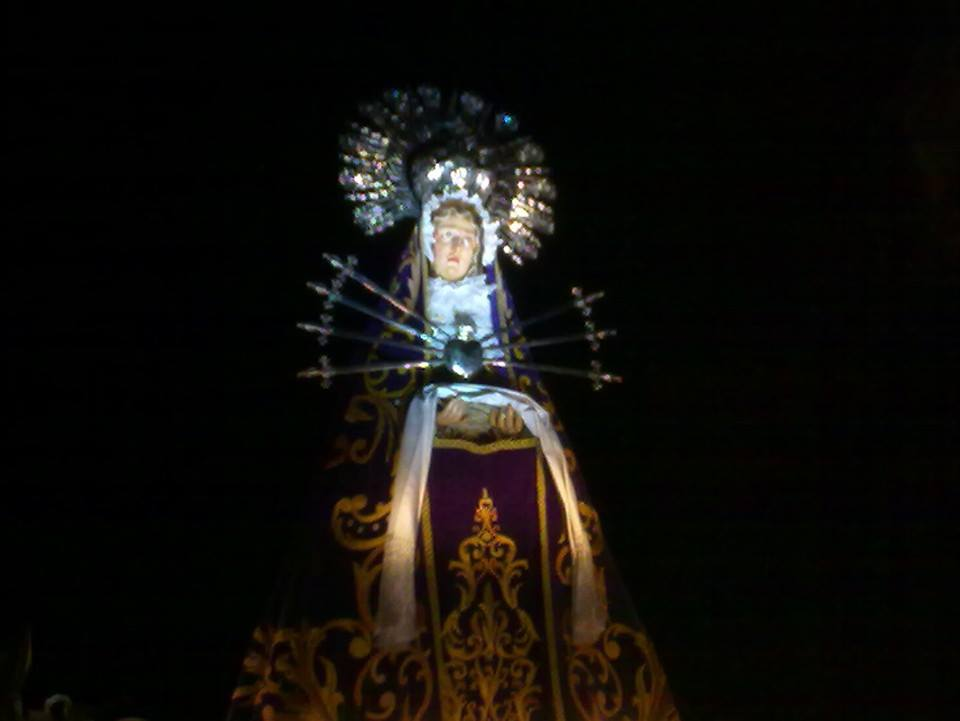
Verge dels Dolors de Bellpuig

- Verge dels Dolors de Bellpuig La festivitat dels Dolors és la festa de la devoció Mariana a la Verge de Bellpuig. Té lloc cada any el divendres anterior al divendres sant i suposa la culminació del septenari (preparació espiritual per la festivitat). La festa és organitzada per la congregació dels dolors amb la col·laboració dels priors. Consta de dues misses solemnes dedicades a la Verge i on es canten els "Goig a la Verge dels Dolors[1]" i la "Pregària[2]".

La festivitat conclou amb una magna processó penitencial amb més de tres-cents anys d'antiguitat considerada de les més antigues de Catalunya.
- Premi Valeri Serra i Boldú de Cultura Popular. Amb més de vint anys d'història, és un dels premis més prestigiosos en l'àmbit dels estudis de la cultura popular.
- Campionat Mundial de "Motocross"
- 12 cap-grossos (entre els quals destaquen els 3 porquets i l'exguàrdia municipal), 6 cavallets, 2 gegantons (Espaseta i Festejadora) i 4 gegants (els veterans Ramon i Dolça, i els moderns Tombatossals i Boira). També es mantenen les restes d'una figura de bestiari popular català pròpia de la vila, la Draca, que va passar a l'oblit a causa de problemes amb l'estructura interna.
- Grup de Diables FOC-FOLL. Actualment passa pel seu millor moment, amb un impressionant nombre d'integrants, ganes d'innovar i fer-la grossa.

Ràdio Bellpuig és l'emissora de ràdio municipal. Va començar a funcionar el 1987, a l'edifici de l'Ajuntament, en l'època de l'eclosió de les emissores municipals a Catalunya. El 1995 es traslladà a la nova Casa de Cultura. L'Ajuntament disposava des de 1994 d'una llicència provisional i el març del 2009 la Generalitat n'autoritzà la concessió definitiva. Actualment emet a la freqüència 107.3.

## Demografia
| 1497 f | 1515 f | 1553 f | 1717 | 1787  | 1857  | 1877  | 1887  | 1900  | 1910  |
| ------ | ------ | ------ | ---- | ----- | ----- | ----- | ----- | ----- | ----- |
| 87     | 100    | 91     | 486  | 1.108 | 1.635 | 1.702 | 1.923 | 2.374 | 2.849 |

| 1920  | 1930  | 1940  | 1950  | 1960  | 1970  | 1981  | 1990  | 1992  | 1994  |
| ----- | ----- | ----- | ----- | ----- | ----- | ----- | ----- | ----- | ----- |
| 2.709 | 2.884 | 2.927 | 3.137 | 3.154 | 3.558 | 3.662 | 3.800 | 3.888 | 3.888 |

| 1996  | 1998  | 2000  | 2002  | 2004  | 2006  | 2008  | 2010  | 2012  | 2014  |
| ----- | ----- | ----- | ----- | ----- | ----- | ----- | ----- | ----- | ----- |
| 3.927 | 3.956 | 4.041 | 4.200 | 4.243 | 4.454 | 4.798 | 4.942 | 4.975 | 4.956 |

| 2016  | 2018  | 2020  | 2022  | 2024  | 2026 | 2028 | 2030 | 2032 | 2034 |
| ----- | ----- | ----- | ----- | ----- | ---- | ---- | ---- | ---- | ---- |
| 5.005 | 5.060 | 5.218 | 5.168 | 5.276 | -    | -    | -    | -    | -    |

## Política
| Candidatura | Candidatura                                                                               | Cap de llista                 | Vots  | Regidors | % vots |
| ----------- | ----------------------------------------------------------------------------------------- | ----------------------------- | ----- | -------- | ------ |
|             | Acord Municipal Republicà - Acord Municipal (AMR-AM)                                      | Jordi Estiarte Berenguer      | 853   | 7        | 44.40% |
|             | Compromís Municipal - Compromís Municipal (CM)                                            | Ramon Gassó Brufau            | 475   | 3        | 24.72% |
|             | Grup Independent Il·lusiona't                                                             | Salvador Bonjoch Guim         | 283   | 2        | 14.73% |
|             | Partido Popular                                                                           | Francisco Javier Arqué Barios | 144   | 1        | 7.49%  |
|             | Treballem per Bellpuig - Candidatura de Progrés (TxB - CP) Partit Socialista de Catalunya | Judith Baena Ribé             | 97    | 0        | 5.04%  |
|             | Vot en blanc                                                                              |                               | 69    | -        | 3.59%  |
|             | Vot nul                                                                                   |                               | 66    | -        | 3.32%  |
| Total       | Total                                                                                     | 1.987                         | 1.987 | 13       |        |

## Fills il·lustres
- Ramon Folch III de Cardona-Anglesola i Requesens (1467 - 1522), militar català, baró de Bellpuig i virrei de Sicília i de Nàpols.
- Valeri Serra i Boldú (1874-1938) Escriptor i folklorista català.

- Ramon Saladrigues i Oller (1883 - 1953), impressor, músic, literat i periodista, primer director de l'Orfeó Joventut de Bellpuig.
- Mossèn Jesús Capdevila (1891 - 1982), músic i sacerdot.
- Josep Pont i Gol (1907-1995) Arquebisbe català.
- Jaume Perelló i Miró (1927-2015) Escultor
- Isidor Cònsul i Giribet (1948 - 2009), editor i crític literari i escriptor.

## Curiositats

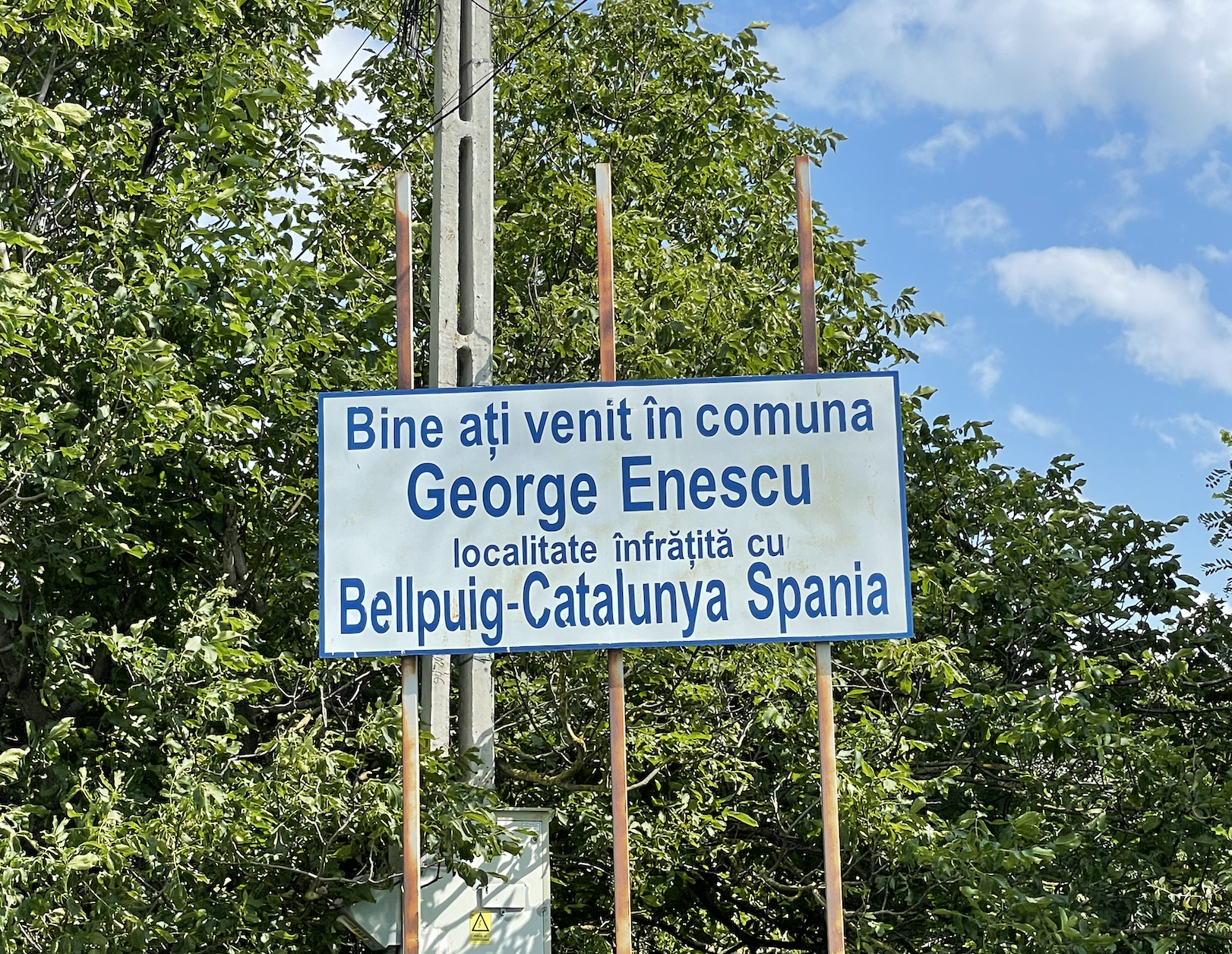
Agermanament George Enescu i Bellpuig

El poble natal de George Enescu, Liveni, que després de la seva mort va agafar el seu nom, està agermanat amb Bellpuig.

## Vegeu també

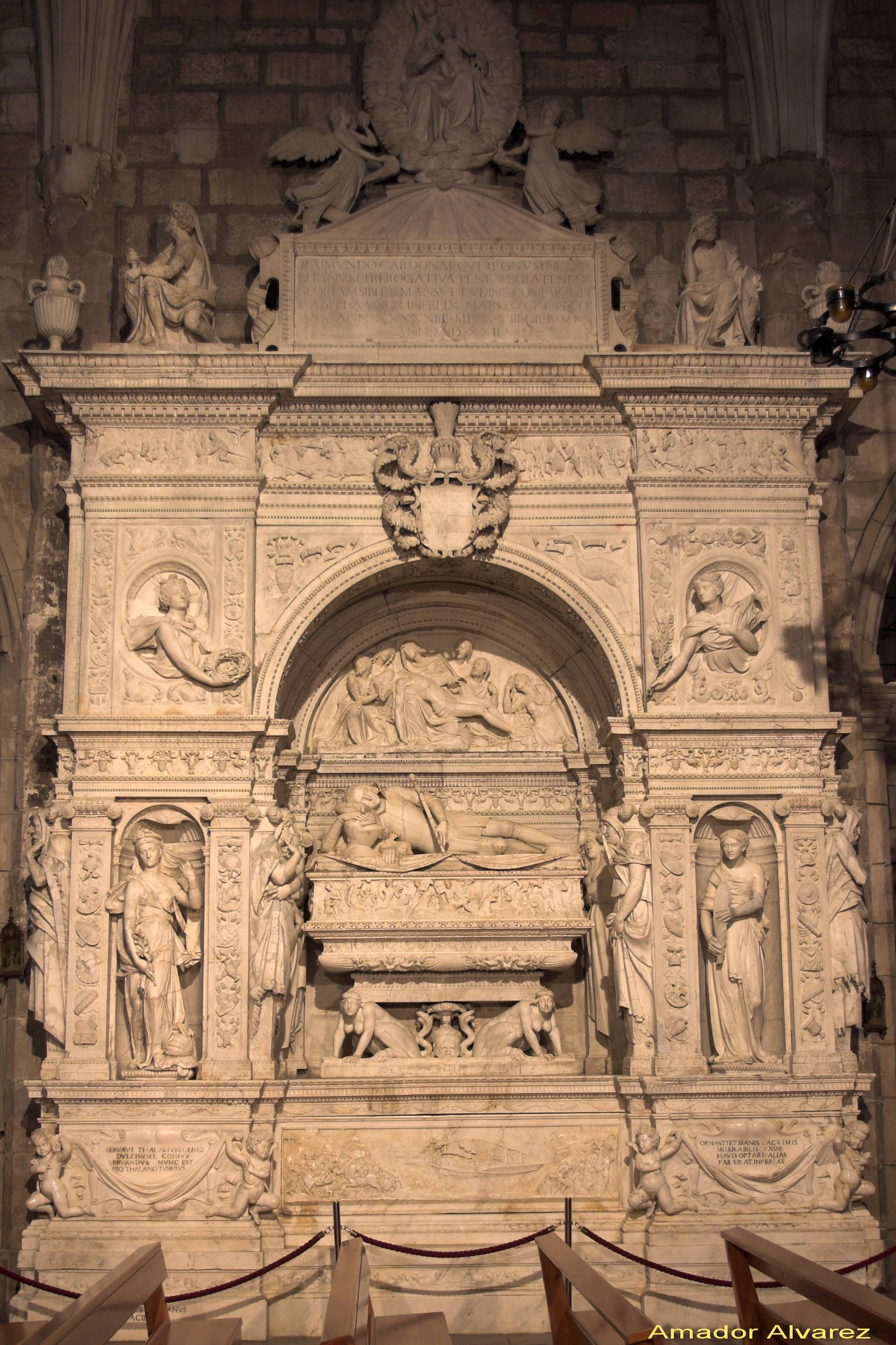
Tomba de Ramon Folch de Cardona-Anglesola